# Orbita sincrona
Un'orbita sincrona è un'orbita in cui il corpo orbitante (di solito un satellite) ha un periodo di rivoluzione pari al periodo di rotazione medio del corpo orbitato (di solito un pianeta), e rivolve nella stessa direzione di rotazione del pianeta.
Un satellite in un'orbita sincrona equatoriale e circolare sembrerà immobile in un punto sopra l'equatore del pianeta orbitato. 

Un'orbita sincrona attorno alla Terra, circolare e sul piano equatoriale è chiamata orbita geostazionaria.
Tuttavia, in generale un'orbita sincrona non ha bisogno di essere né equatoriale né circolare.
Un corpo in orbita sincrona non equatoriale sembrerà oscillare tra nord e sud sull'equatore del pianeta, mentre un corpo in un'orbita ellittica sembrerà oscillare tra est e ovest. La combinazione di questi due moti produce un movimento a forma di 8 (analemma), se osservato dal corpo orbitato.